# Кошлюн (Паг)
Кошлюн (хорв. Košljun) — населений пункт у Хорватії, у Задарській жупанії у складі міста Паг.

## Населення
Населення за даними перепису 2011 року становило 47 осіб.
Динаміка чисельності населення поселення:

## Клімат
Середня річна температура становить 14,68 °C, середня максимальна – 27,30 °C, а середня мінімальна – 2,99 °C. Середня річна кількість опадів – 945 мм.
| Клімат поселення                              | Клімат поселення | Клімат поселення | Клімат поселення | Клімат поселення | Клімат поселення | Клімат поселення | Клімат поселення | Клімат поселення | Клімат поселення | Клімат поселення | Клімат поселення | Клімат поселення | Клімат поселення |
| Показник                                      | Січ.             | Лют.             | Бер.             | Квіт.            | Трав.            | Черв.            | Лип.             | Серп.            | Вер.             | Жовт.            | Лист.            | Груд.            |                  |
| Середній максимум, °C                         | 10,13            | 10,33            | 12,85            | 16,38            | 21,05            | 24,77            | 27,30            | 27,23            | 23,14            | 18,82            | 13,72            | 11,08            |                  |
| Середня температура, °C                       | 6,58             | 6,74             | 9,28             | 12,81            | 17,46            | 21,20            | 24,10            | 24,02            | 19,93            | 15,61            | 10,51            | 7,88             |                  |
| Середній мінімум, °C                          | 2,99             | 3,15             | 5,72             | 9,22             | 13,89            | 17,63            | 20,91            | 20,82            | 16,75            | 12,42            | 7,32             | 4,70             |                  |
| Норма опадів, мм                              | 77               | 66               | 69               | 72               | 69               | 62               | 36               | 55               | 108              | 118              | 115              | 98               |                  |
| Середньомісячна швидкість вітру, м/с          | 2.89             | 3.00             | 3.18             | 3.00             | 2.65             | 2.49             | 2.50             | 2.40             | 2.58             | 2.74             | 3.28             | 3.16             |                  |
| Середньомісячна сонячна радіація, кДж/м²·день | 4767             | 7530             | 11071            | 15939            | 20331            | 22360            | 23987            | 20812            | 15165            | 9645             | 5212             | 4040             |                  |
| --------------------------------------------- | ---------------- | ---------------- | ---------------- | ---------------- | ---------------- | ---------------- | ---------------- | ---------------- | ---------------- | ---------------- | ---------------- | ---------------- | ---------------- |
| Джерело:                                      |                  |                  |                  |                  |                  |                  |                  |                  |                  |                  |                  |                  |                  |